# Homochrominae
Homochrominae je podtribus glavočika,  dio tribusa Astereae. Postoji 13 rodova.; tipičan je Zyrphelis iz Sjeverne Afrike.

## Rodovi
Subtribus Homochrominae Benth.
1. Felicia Cass. (89 spp.)
2. Polyarrhena Cass. (4 spp.)
3. Zyrphelis Cass. (25 spp.)
4. Amellus L. (12 spp.)
5. Poecilolepis Grau (2 spp.)
6. Nolletia Cass. (14 spp.)
7. Chrysocoma L. (20 spp.)
8. Heteromma Benth. (3 spp.)
9. Engleria O. Hoffm. (2 spp.)
10. Jeffreya Wild (2 spp.)
11. Roodebergia B. Nord. (1 sp.)
12. Melanodendron DC. (1 sp.)
13. Commidendrum Burch. ex DC. (4 spp.)